# Шевченково (Васильковский район)
Шевче́нково (укр. Шевченкове) — село,
Шевченковский сельский совет,
Васильковский район,
Днепропетровская область,
Украина.
Код КОАТУУ — 1220788801. Население по переписи 2001 года составляло 601 человек.
Является административным центром Шевченковского сельского совета, в который, кроме того, входят сёла
Краснощёково,
Свиридово и
Хуторо-Чаплино.

## Географическое положение
Село Шевченково находится на расстоянии в 1 км от села Краснощёково и в 1,5 км от села Свиридово.
По селу протекает пересыхающий ручей с запрудой.

## История
- 1909 — дата основания как село Ковалево.
- 1931 — село Ковалево переименовано в село Шевченково.

## Экономика
- ЧП «Квинт».
- ЧП «Агрошанс ТИС».
- ФГ «Украина-2000».

## Объекты социальной сферы
- Школа.
- Клуб.
- Дом культуры.
- Фельдшерско-акушерский пункт.

## Достопримечательности
- Братская могила советских воинов.